# L'Abbé Constantin (1925)
L'Abbé Constantin is een Franse filmkomedie uit 1925 onder regie van Julien Duvivier.

## Verhaal
Pastoor Constantin van Longueval hoort tot zijn ontzetting dat het plaatselijke kasteel verkocht is aan een Amerikaanse familie, waarvan hij vermoedt dat het protestanten zijn. Wanneer hij kennismaakt met de nieuwe bewoners van het kasteel, leert hij dat ze goede katholieken zijn. Ze winnen al gauw de harten van de dorpelingen met hun eenvoud.

## Rolverdeling
| Acteur             | Personage           |
| ------------------ | ------------------- |
| Jean Coquelin      | Pastoor Constantin  |
| Pierre Stéphen     | Paul de Lavardens   |
| Claude France      | Mevrouw Scott       |
| Georges Lannes     | Jean Reynaud        |
| Geneviève Cargese  | Bettina Percival    |
| Louisa de Mornand  | Gravin de Lavardens |
| Georges Deneubourg | Graaf de Larnac     |
| Angèle Decori      | Pauline             |
| Roberto Pla        | Bernard             |